# 西村まさ彦のドラマチックな課外授業
『西村まさ彦のドラマチックな課外授業』（にしむらまさひこのドラマチックなかがいじゅぎょう）は、2016年4月6日から富山エフエム放送（FMとやま）で放送されているラジオドラマ。旧番組名は『西村雅彦のドラマチックな課外授業』。番組出演する俳優の西村雅彦が2017年5月1日に芸名を西村まさ彦に改称したことに伴い、同日から番組名を変更している。

## 番組概要
同番組は、富山県出身である俳優の西村まさ彦（番組開始当初は西村雅彦）がパーソナリティー兼プロデューサーを務め、地元・富山県在住・在学の中学生を公募して、ラジオドラマを企画・製作し、実際に中学生が演じる。西村もドラマのナレーションや重要な役として作品に登場する場合がある。富山県内の番組では、北日本放送（KNBラジオ）で単発特別番組でラジオドラマに出演したことはあるが、レギュラー番組としては初めてとなる。また、西村にとってのレギュラーのラジオドラマは、TBSラジオの『西村雅彦 秘密喫茶M』以来となる。
概ね毎月1作品を4週間・16回、2020年4月以降は4週間・15回シリーズで放送する（例外として4週間に2作品を放送する場合あり）。2020年4月以降の第4週木曜日はドラマ収録後の感想を中学生が述べるようになった。月曜日が第5週まである週は、ドラマのメイキング（NG集など）や西村と出演者の中学生のインタビュー、過去の放送からのアンコール、新作の予告などを放送している。例年1月と7月は、新作の放送がない代わりに1月は下半期（前年8月から12月）、7月は上半期（2月から6月）に放送された作品を週ごとに1作品ダイジェスト放送している。2020年6月と7月はコロナ禍によって新作の収録が困難となり、過去作のリバイバル放送（再放送）を実施。2020年12月と2021年1月も同様のリバイバル放送を実施。そのため、1月恒例の下半期のダイジェスト放送が廃止された。
放送開始当初のテーマ曲はHilcrhymeの「ルーズリーフ」（エンディングのみオルゴールバージョン）だったが、2016年7月以降はオリジナルのBGMに変わった。

### 出演した中学校
開始当初の2016年4月と5月は中学校単位での出演方式であり、最終回の放送後に出演者の中学生がそれぞれ収録時の感想を述べ、最後に校長からのメッセージが放送されていたが、同年6月以降は富山県内の中学生が学校を問わず出演している。
- 2016年4月：片山学園中学校
- 2016年5月：富山市立新庄中学校

## 放送時間
本放送
- 月曜日 - 木曜日 7:45 - 7:55（2021年4月1日 - 、『Breakfast Show』内のフロート番組として放送）

再放送
- 放送当日 16:00 - 16:10
  - 2022年10月3日から自社制作『ヨリミチトソラ』放送開始に伴い現在の時間に変更。

過去の放送
本放送
- 月曜日 - 木曜日 8:30 - 8:40（番組開始 - 2021年3月31日、『IN THE MORNING』内のフロート番組として放送）

再放送
- 放送当日 21:00 - 21:10（放送開始時 - 2020年3月31日）[注釈 1]
- 放送当日 16:30 - 16:40（2020年4月1日 - 2022年3月31日）
- 放送当日 16:40 - 16:50（2022年4月4日 - 2022年9月29日）[注釈 2]

1週間分の再放送
- 日曜日 21:30 - 21:55（現在は終了）
  - 2017年4月9日（2017年4月3日 - 6日放送分）開始、2019年12月29日（2019年12月23日 - 26日放送分）終了。『西村まさ彦（雅彦）のドラマチックな課外授業〜まとめてドン〜』として放送されていたが、『SING LIKE TALKING 佐藤竹善のアンダンテ』のネット開始[1]に伴い終了した。

本放送と再放送について、radikoのエリアフリーおよびタイムフリーでの聴取は2019年4月1日放送分から可能となった。「まとめてドン」は従前からエリアフリーおよびタイムフリーでの聴取が可能だった。

## 放送作品一覧
番組公式ブログより作成。
|          | タイトル                                 | 話数 | 脚本     | 演出     |
| -------- | ---------------------------------------- | ---- | -------- | -------- |
| 4月      | 謎の進学指導室～猿渡準之助の冒険～       | 16   | 桜川康和 | 西村雅彦 |
| 5月      | 宇宙漂流記                               |      | 作道雄   | 西村雅彦 |
| 6月      | トイレの花岡さん                         |      | 勝木友香 | 西村雅彦 |
| 7月      | カフェ密林へようこそ                     |      | 桜川康和 | 西村雅彦 |
| 8月      | アクション！                             |      | 作道雄   | 西村雅彦 |
| 9月前半  | ケロえもん                               | 8    | 勝木友香 | 西村雅彦 |
| 9月後半  | それぞれのバトン                         | 8    | 勝木友香 | 西村雅彦 |
| 10月     | 学園祭をめぐる陰謀～猿渡準之助の冒険～   |      | 桜川康和 | 西村雅彦 |
| 11月前半 | 女子たちの雪合戦                         | 8    | 勝木友香 | 西村雅彦 |
| 11月後半 | かみやま中学探偵クラブ～泣いた地蔵の謎～ | 8    | 勝木友香 | 西村雅彦 |
| 12月     | 初雪に望めば                             | 16   | 作道雄   | 西村雅彦 |

|         | タイトル                                          | 話数 | 脚本           | 演出     |
| ------- | ------------------------------------------------- | ---- | -------------- | -------- |
| 2月前半 | 校長先生の補習授業～三年生を送る会篇～            | 8    | 忍足亜輝       | 西村雅彦 |
| 2月後半 | 校長先生の補習授業～スキー学習篇～                | 8    | 忍足亜輝       | 西村雅彦 |
| 3月     | 南スマイル商店街異常なし！                        | 16   | かんだゆうこ   | 西村雅彦 |
| 4月     | 箱の中のゲレンデ                                  | 16   | 作道雄         | 西村雅彦 |
| 5月     | ゆけ！富山三中探偵部                              | 16   | かんだゆうこ   | 西村雅彦 |
| 6月前半 | 水泳部、入りませんか？                            | 8    | 忍足亜輝       | 西村雅彦 |
| 6月後半 | 消えた学校旗                                      | 8    | 忍足亜輝       | 西村雅彦 |
| 7月     | ルパンとコバンと僕らの夏                          | 16   | こいずみゆきよ | 西村雅彦 |
| 8月     | ゆきどけのころに                                  | 16   | 山本陽将       | 西村雅彦 |
| 9月     | AI教師 猿渡守                                     | 16   | 桜川康和       | 西村雅彦 |
| 10月    | 結(ゆい)チューバー ～みんな南砺の街が好きやちゃ～ | 16   | かんだゆうこ   | 西村雅彦 |
| 11月    | 鬼伝説の夏                                        | 16   | 作道雄         | 西村雅彦 |
| 12月    | 明日また、保健室で                                | 16   | 岡本可奈子     | 西村雅彦 |

|         | タイトル                       | 話数 | 脚本              | 演出       |
| ------- | ------------------------------ | ---- | ----------------- | ---------- |
| 2月     | 亀のカメ吉                     | 16   | 大内雅子 作道雄   | 西村まさ彦 |
| 3月     | 悪王子伝説をブッ飛ばせ！       | 16   | かんだゆうこ      | 西村まさ彦 |
| 4月     | 生徒会長のイス                 | 16   | 瀬戸大希 山本陽将 | 西村まさ彦 |
| 5月前半 | 合同チーム 野球部編            | 8    | 忍足亜輝          | 西村まさ彦 |
| 5月後半 | 合同チーム 吹奏楽部編          | 8    | 忍足亜輝          | 西村まさ彦 |
| 6月     | FLY！                          | 16   | 小林泉            | 西村まさ彦 |
| 8月     | 風車(かざぐるま)               | 16   | 大塩竜也          | 西村まさ彦 |
| 9月     | 将来の夢は、ユーチューバー！？ | 16   | 作道雄 大内雅子   | 西村まさ彦 |
| 10月    | お願いプリズム                 | 16   | 大塩竜也          | 西村まさ彦 |
| 11月    | 私たちのチイキカッセイカ！     | 16   | 作道雄 大内雅子   | 西村まさ彦 |
| 12月    | 誰もが誰かのサンタクロース！   | 16   | かんだゆうこ      | 西村まさ彦 |

|      | タイトル                                 | 話数 | 脚本            | 演出       |
| ---- | ---------------------------------------- | ---- | --------------- | ---------- |
| 2月  | 車掌日記                                 | 16   | 大内雅子        | 西村まさ彦 |
| 3月  | ラストサマー                             | 16   | 島隆一          | 西村まさ彦 |
| 4月  | シネマ                                   | 16   | かんだゆうこ    | 西村まさ彦 |
| 5月  | 名前                                     | 16   | 作道雄 大内雅子 | 西村まさ彦 |
| 6月  | 最後のセカンドゴロ～空を飛ぶ猿渡準之助～ | 16   | 桜川康和        | 西村まさ彦 |
| 8月  | 補習はオオカミと一緒に                   | 16   | 金子洋介        | 西村まさ彦 |
| 9月  | 素晴らしき哉、学生！                     | 17   | 歳岡孝士        | 西村まさ彦 |
| 10月 | スクールカースト・センセーション         | 16   | 歳岡孝士        | 西村まさ彦 |
| 11月 | 男女７人漂流記～海を渡る猿渡準之助～     | 16   | 桜川康和        | 西村まさ彦 |
| 12月 | サンタクロースの武者修行                 | 16   | 山本陽将        | 西村まさ彦 |

|      | タイトル                                       | 話数 | 脚本            | 演出       |
| ---- | ---------------------------------------------- | ---- | --------------- | ---------- |
| 2月  | 俺たちの敵討ち                                 | 16   | 歳岡孝士        | 西村まさ彦 |
| 3月  | かなう                                         | 16   | 藤森ちとせ      | 西村まさ彦 |
| 4月  | チンドンラプソディ                             | 15   | 大塩達也        | 西村まさ彦 |
| 5月  | 1997                                           | 15   | 北乃海 福島三郎 | 西村まさ彦 |
| 6月  | 謎の進学指導室～猿渡準之助の冒険～(リバイバル) | 16   | 桜川康和        | 西村まさ彦 |
| 7月  | アクション！(リバイバル)                       |      | 作道雄          | 西村まさ彦 |
| 8月  | 愛しのキョウちゃん                             | 15   | かんだゆうこ    | 西村まさ彦 |
| 9月  | その日、送りバントは                           | 15   | 伊吹一          | 西村まさ彦 |
| 10月 | 大捜索！とんがり山の河童を追え！               | 15   | 忍足亜輝        | 西村まさ彦 |
| 11月 | 輝け、フォックス・ストーン                     | 15   | 忍足亜輝        | 西村まさ彦 |
| 12月 | 初雪に望めば（リバイバル）                     | 16   | 作道雄          | 西村まさ彦 |

|         | タイトル                                           | 話数 | 脚本             | 演出       |
| ------- | -------------------------------------------------- | ---- | ---------------- | ---------- |
| 1月前半 | 校長先生の補習授業～三年生を送る会篇～(リバイバル) | 8    | 忍足亜輝         | 西村まさ彦 |
| 1月後半 | 校長先生の補習授業～スキー学習篇～(リバイバル)     | 8    | 忍足亜輝         | 西村まさ彦 |
| 2月     | 惑星じゃない私たち                                 | 15   | 伊吹一           | 西村まさ彦 |
| 3月     | 道草の日暮れに                                     | 15   | 伊吹一           | 西村まさ彦 |
| 4月     | 文芸部のお友達                                     | 15   | 山本陽将         | 西村まさ彦 |
| 5月     | ゆけ！富山三中探偵部(リバイバル)                   | 16   | かんだゆうこ     | 西村まさ彦 |
| 6月     | 解決！うさぎ先輩                                   | 15   | 歳岡孝士         | 西村まさ彦 |
| 7月     | FLY！(リバイバル)                                  | 16   | 小林泉           | 西村まさ彦 |
| 8月     | お久しブリ大根                                     | 15   | 大塩竜也         | 西村まさ彦 |
| 9月     | ひとに言えないこと                                 | 15   | はるやまひろぶみ | 西村まさ彦 |
| 10月    | TO BE or NOT TO BE                                 | 15   | 吉水恭子         | 西村まさ彦 |
| 11月    | 球体らしい宇宙で。                                 | 15   | 伊吹一           | 西村まさ彦 |